# Mikołaj Trzaska
Mikołaj Trzaska (Gdańsk, 1966. április 7. –) lengyel altszaxofonos, basszusklarinétos, billentyűs, zeneszerző.

## Pályafutása
Mikołaj Trzaska 1988-91 között a gdański Művészeti Akadémián tanult. Két év után abbahagyta tanulmányait, és elkezdte tanulmányozni John Coltrane és Ornette Coleman zenéjét. Szaxofonozni tanult. 1986-tól rövid ideig tagja volt Tymon Tymański basszusgitáros zenekarának, amely 1988-ban megalakította a Yass formációt. Öt albumot rögzítettek, ebből kettőt Lester Bowie-val.
1993-ban debütált saját zenekarával, a Łoskottal az első Gdyniai Summer Jazz Days Fesztiválon. Az évek során négy albumot rögzített Łoskottal. Tymańskival 1994-ben megalakította a Masło duót, amely a rock- és dzsessz-sztenderdek humoros változatait játszotta.
Debütáló albuma „Cześć, Cześć, Cześć” címmel 1995-ben jelent meg a Gowi Recordsnál. Az 1990-es évek végén együttműködött a krakkói „Świetliki” zenekarral egy dzsesszköltészeti projektben.
2000-ben feleségével, Ola Trzaskával megalapította a Kilogram Records-ot. 2000 óta − többek között Marcin Oleś és Bartłomiej Oleś − közreműködésével csatlakozott „Ircha” klarinétnégyeséhez (Joachim Roedelius és a Vienna Improvise Orchestra). 2007-ben Günter Grass 80. születésnapja alkalmából egy német és lengyel zenészekből álló zenekarban vett részt.
Trzaska barátságában áll Andrzej Stasiuk íróval, akivel a „Kantry” (2006) és a „Grochów głosem” (2020) albumot rögzítették. Yuri Andruchowytsch közreműködésével készült az „Andruchoid” (2005), amelyben Andruchowytsch saját verseit olvassa fel Trzaska, Macio Moretti és Wojtek Mazolewski kíséretével. Mikołaj Trzaska 2011 óta dolgozik együtt a Remont Pomppal, egy szellemi fogyatékos emberekből álló zenekarral, akik mindennapi tárgyakat használnak ütőhangszerként. Rögzített velül két albumot: Złota platyna (2012), Pomp Power (2016).
2005 után egyre inkább a zsidó zenének szentelte magát, többek között a Shofar (Raphael Rogińskival) és az Ircha (klarinétnégyes Wacław Zimpel közreműködésével). Intenzíven dolgozik Wojciech Smarzowski lengyel filmrendezővel is, készített számára filmzenéket: Dom zły (Sötét ház), és más filmjeihez. 2017-ben Orzeł Lengyel Filmdíjjal jutalmazták az 1943 nyara – Az ártatlanság vége című film zenéjéért, 2019-ben a sikert megismételte Kler-rel. Időnként többek között színházi zenét is komponált, 2005-ben például a düsseldorfi Schauspielhaus számára.
Trzaska 50. születésnapja alkalmából projektjeiből koncertsorozatot szerveztek a gdański Jazz Jantar fesztivál keretében. 2017 óta a filmzene alapjait tanítja a Gdański Egyetemen. 2020-ban jelent meg Trzaska önéletrajza („Wrzeszcz!”, amely az azonos nevű gdanski kerületről kapta a nevét. Trzaska onnan származik).

## Albumok
- Not Two (Miłość és Lester Bowie, 1994)
- Talkin’ about Life and Death (Miłość és Lester Bowie, 1997)
- Amariuch (1998)
- Unforgiven North (2004) és Peter Friis Nielsen, Peeter Uuskyla
- Orangeada (2006)
- Intimate Conversation (2008) és Joe McPhee, Dominik Duval, Jay Rosen
- Resonance (2010) és Ken Vandermark
- Goosetalks (2010) és Peter Brötzmann und Johannes Bauer
- Lark Uprising (Ircha Clarinet Quartet és Joe McPhee, 2010)
- Dark House (2010)
- Ha-huncvot (2013)
- Inem Gortn (Riverloam Trio, 2014) és Olie Brice, Mark Sanders
- Delta Tree (2016)
- 12.9.16 (2018) és Seymour Wright

## Filmzene
- 2002: Sztos
- 2001: Buty
- 2006: Obcy VI
- 2009: Dom zły (Sötét ház)
- 2011: Róża
- 2012: Errata
- 2012: Drogówka
- 2014: Pod Mocnym Aniołem
- 2016: Wołyń
- 2016: 1943 nyara
- 2018: Kler